# Steven Dauliach
 (décembre 2013).
Si vous disposez d'ouvrages ou d'articles de référence ou si vous connaissez des sites web de qualité traitant du thème abordé ici, merci de compléter l'article en donnant les références utiles à sa vérifiabilité et en les liant à la section « Notes et références ».
Steven Dauliach, né le 9 février 1981, est un pilote français professionnel de motomarine (jet-ski).

## Biographie
Enfant, il commence la pratique du jet-ski au club de Beaugency. En 1995, il commence sa carrière de compétiteur et devient champion de France de sa catégorie (standard) la même année. Il se fait repérer par Yamaha France et devient alors pilote usine Yamaha. 
Steven intègre l'écurie internationale de Jetski Team Kawasaki Factory aux USA en 2002. C'est l'année d'après qu'il devient champion du monde en pro, devant les plus grands du sport. Un titre qu'il va confirmer en 2004, puis en 2005, 2006, 2009, 2011, 2012 et 2013 
Diplômé d’État des Sports, il crée en 2006 la Dauliach Jetski School pour assurer des stages de pilotage partout dans le monde.

## Palmarès en Pro
- Champion de France 
  - 1995, 1998, 2005, 2006
- Champion des Émirats arabes unis
  - 2009, 2011, 2012, 2017, 2018, 2021
- Champion d'Europe 
  - 1999, 2003, 2004, 2005
- Champion du monde
  - 2003, 2004, 2005, 2009, 2011, 2012